# Chaparral (Vegetationstyp)

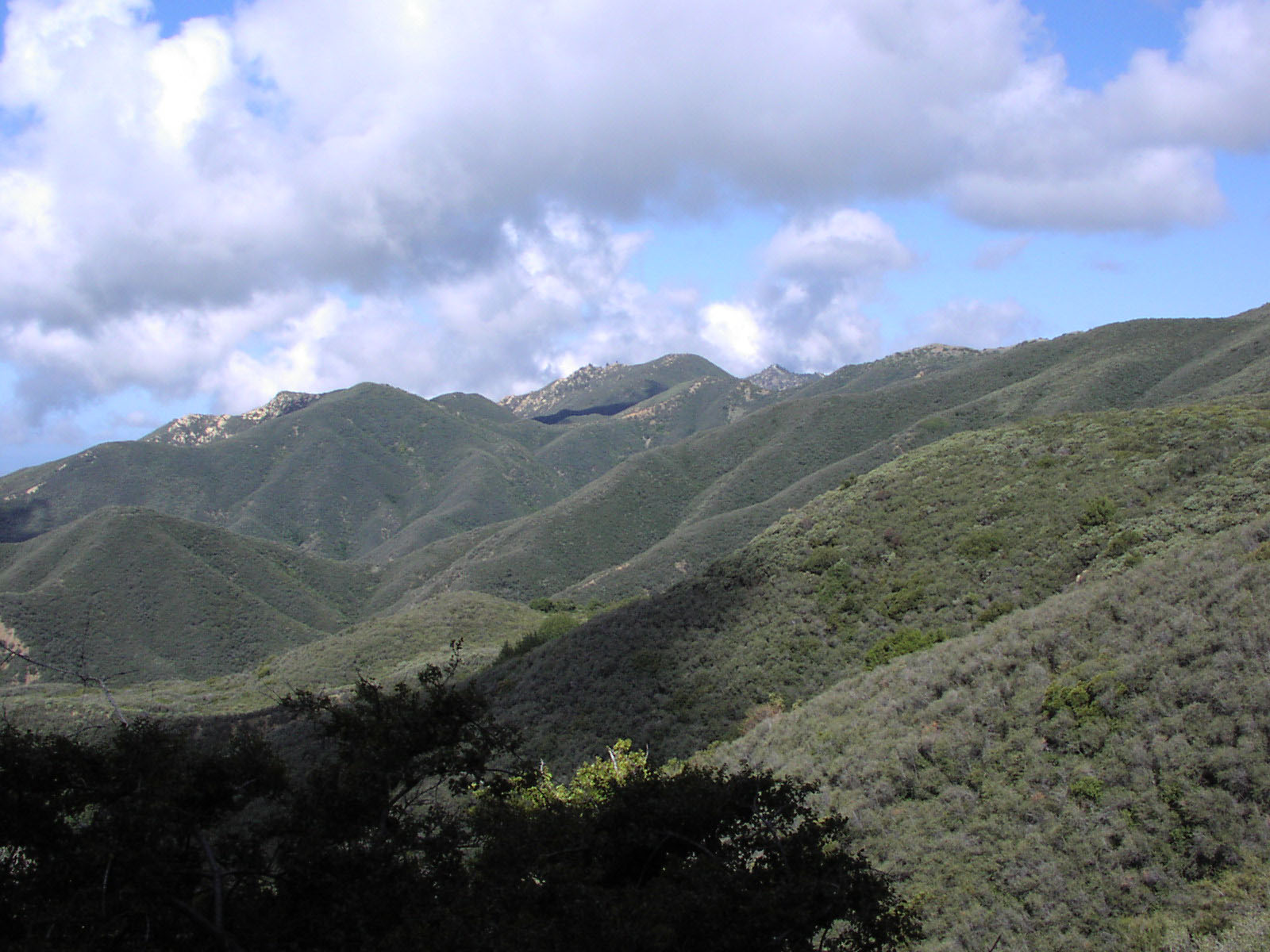
Chaparral in den Santa Ynez Mountains, Kalifornien

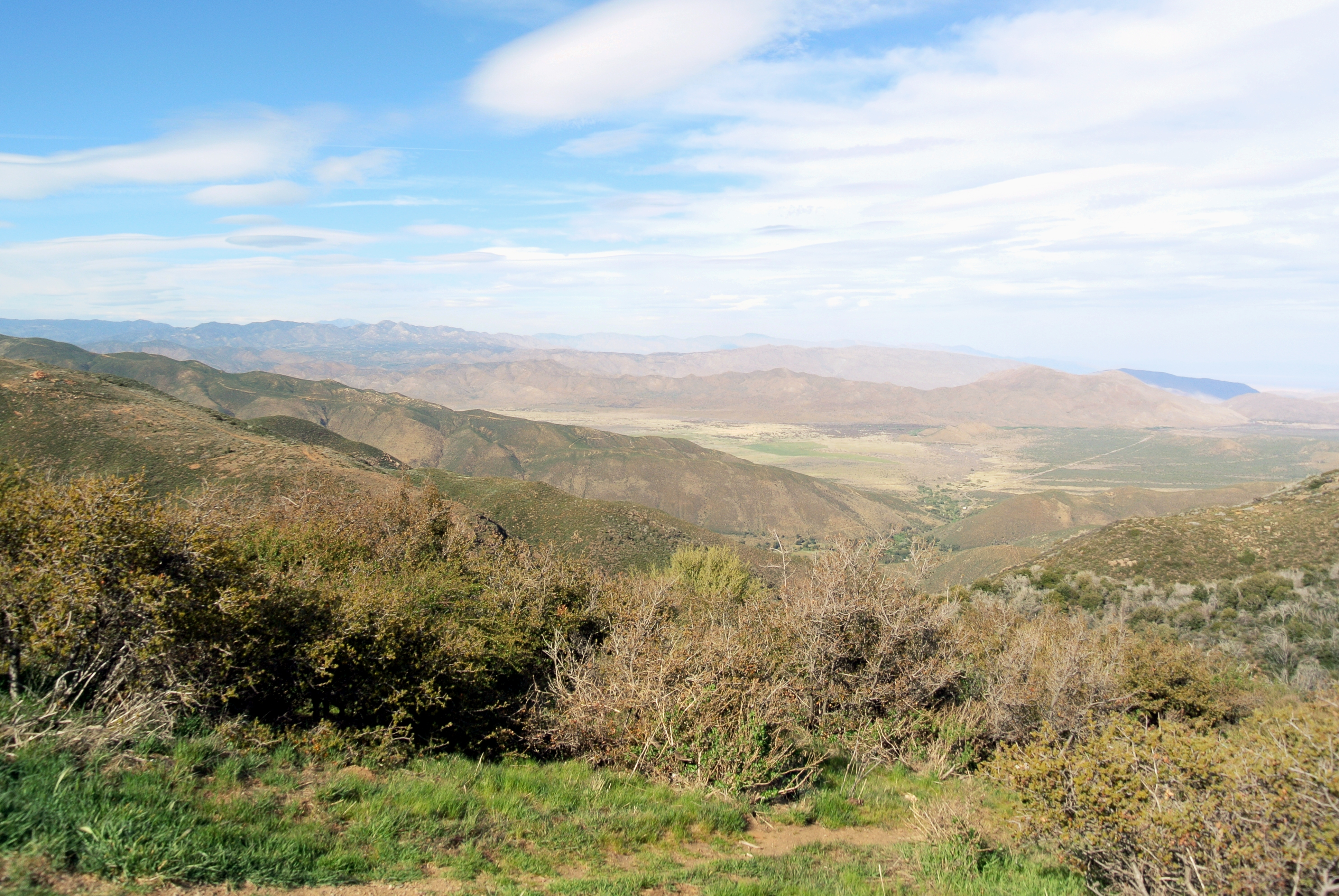
Blick aus den Laguna Mountains, Chaparral im Vordergrund.

Chaparral ist ein Vegetationstyp der Hartlaubzone, der hauptsächlich in Kalifornien und im nördlichen Teil der mexikanischen Halbinsel Niederkalifornien anzutreffen ist.
Die Bezeichnung Chaparral geht auf das spanische Wort chaparro mit der Bedeutung „niedrige, immergrüne Eiche“ zurück. Die Wurzel des spanischen Wortes wiederum ist das baskische Wort txapar, das die gleiche Bedeutung besitzt.
Chaparral gedeiht in Regionen mit Mittelmeerklima mit heißen, trockenen Sommern und milden, regenreichen Wintern. Mittelmeerklima findet sich oft auf der Westseite der Kontinente, so im mittleren Chile und in West- und Süd-Australien, da hier im Winter Westwinde vom Meer Regen bringen. Hier bilden sich ähnlich wie in der Macchie am Mittelmeer Hartlaubgehölze mit kleinen, harten Blättern, die im trockenen Sommer die Verdunstung einschränken. Chaparral wächst oft so dicht, dass es für große Tiere und Menschen undurchdringlich wird. 
Die Pflanzen des Chaparral sind an den Umweltfaktor Feuer und periodische Waldbrände angepasst, die Baumstämme sind durch dicke Rinden gegen kleinere Feuer geschützt und nach einem Brand keimen Sämlinge schnell in der nährstoffreichen Asche. Durch die jahrzehntelange Unterdrückung von Feuern im 20. Jahrhundert hat sich in großen Regionen jedoch so viel Totholz und anderes trockenes Material angesammelt, dass Blitzschlag und andere Brandursachen heute Großfeuer auslösen können. Außerdem sind die Hügelketten seit den 1970er-Jahren als begehrte Siedlungsregionen entdeckt und vielerorts zersiedelt worden. Deshalb gefährden Feuer in früher menschenleeren Regionen heute bedeutende Sachwerte und im Einzelfall auch Menschenleben. 
Die Vegetation war auch namensgebend für die Fernsehserie High Chaparral, die von 1967 bis 1971 gedreht wurde. Sie spielt allerdings in Arizona. 